# Jean-François Cail

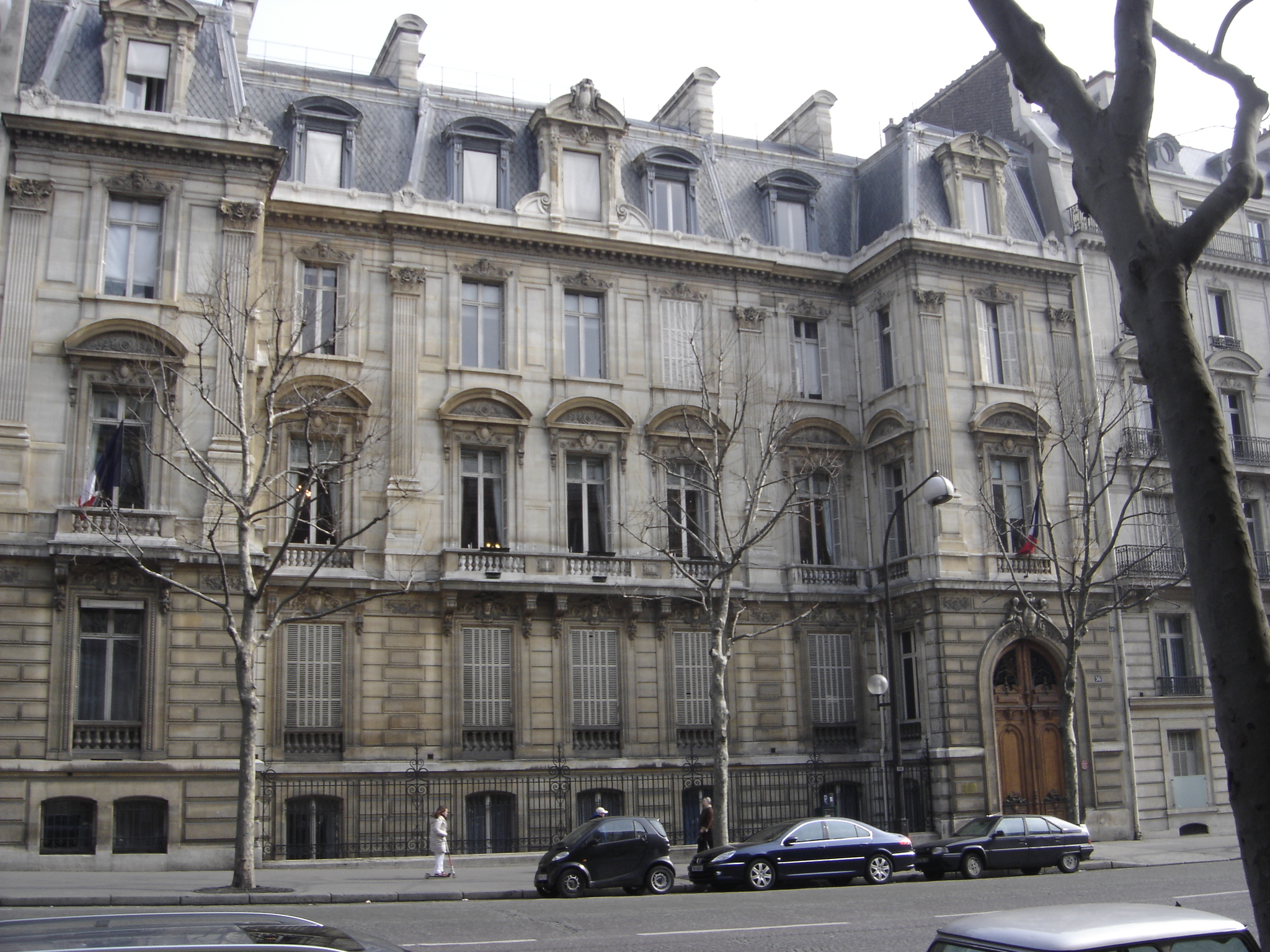
Residencia de Jean-François Cail, hoy en día sede de la Junta del 8.º Distrito de París.

Jean-François Cail (8 de febrero de 1804, Chef-Boutonne, Francia - 22 de mayo de 1871, Ruffec, Francia) fue un emprendedor y empresario francés, figura clave en la industrialización de su país durante el siglo XIX.

## Biografía
Cail, que salió de su ciudad natal de Poitou a los doce años de edad "con sólo seis francos en el bolsillo, murió dejando un imperio industrial estimado en 28 millones de francos oro".
Hijo de Charles Cail y de Marie Pinpin, Jean-François era el tercero de ocho hermanos, en una familia de orígenes campesinos muy modestos. Su padre ocupó el cargo de sacristán y ejercía el negocio de carretero. Tales condiciones le obligaron a abandonar la escuela a los nueve años de edad por falta de recursos, a pesar de ser un muchacho muy inteligente.
Comenzó su carrera en 1824 como trabajador de una fábrica de maquinaria para la industria del azúcar. La empresa se expandió notablemente, y ocho años después, en 1832, Cail se convirtió en socio, y el negocio pasó a llamarse Derosne-Cail (como los dos propietarios), dedicándose a la fabricación de una gran variedad de máquinas industriales. Amplió sus actividades a la industria agrícola del azúcar en la zona de Ruffec (con la granja Briche, de 2.000 hectáreas, en Rillé), en las ciudades vecinas de Indre-et-Loire, e incluso en Ucrania (donde llegó a explotar 18.000 hectáreas de cultivo de remolacha).
También intervino en el desarrollo y la construcción de la primera destilería industrial capaz de producir etanol puro (mediante el destilador denominado Adam Derosne y Cail, posteriormente sustituido por el destilador Savalle, que podía funcionar de forma continua).
Después de participar con éxito en la fabricación de azúcar de remolacha, los dos socios se centraron en la producción industrial de la caña de azúcar en el Caribe, interviniendo como financieros en el desarrollo de las islas caribeñas, y abriendo mercados a sus sistemas de producción industrial, convirtiéndose en uno de los líderes mundiales de la producción de azúcar.
A la muerte de Derosne, en 1846, la compañía empleaba a 1.500 personas, con fábricas en Denain, Bruselas, Ámsterdam y San Petersburgo. La compañía se diversificó en máquinas-herramienta, puentes metálicos y líneas de ferrocarril.
En 1848 compró las licencias de las patentes de Thomas Russell Crampton, y empezó a fabricar las reputadas "Locomotoras Crampton". Con sede en Chaillot, entonces Grenelle, la fábrica de Cail perfeccionó estas famosas locomotoras, que ya eran capaces de viajar a 120 km/h en 1862.

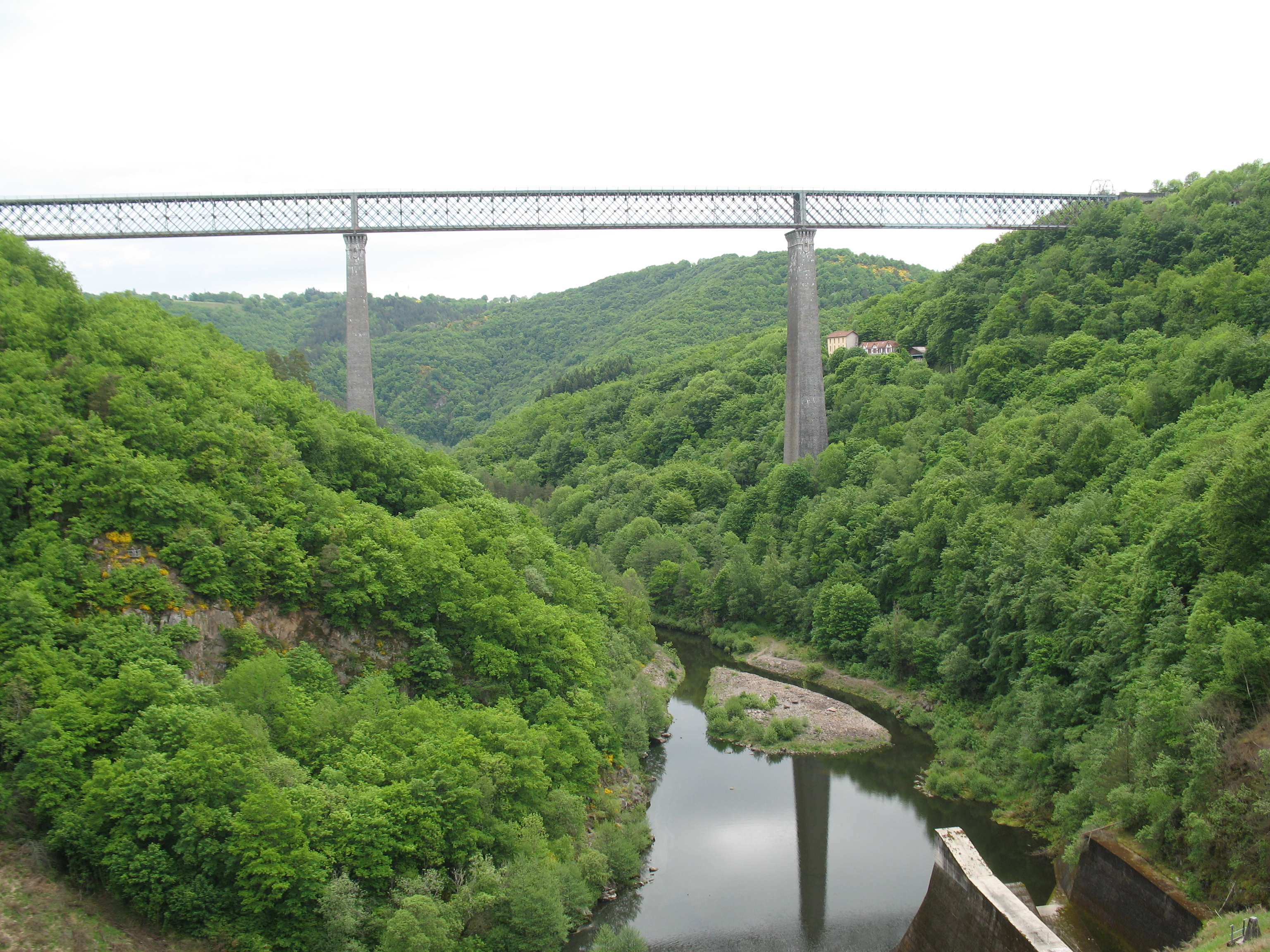
Viaducto de Fades

También se dedicó a la construcción en acero, con realizaciones como el viaducto de Fades.
Se convirtió en un hombre muy rico, lo que le permitió construirse un lujoso palacete en París, actualmente ocupado por la municipalidad de la ciudad. Sin embargo, consciente de sus orígenes humildes, siempre procuró velar por el bienestar de sus empleados: creó una mutualidad laboral a la que destinaba el 9% de los beneficios de la empresa, y construyó treinta y un edificios en París (dotados de todas las comodidades), para alojar a sus trabajadores; incluyendo jardines de infancia, escuelas, e incluso un teatro (actualmente, teatro Bouffes du Nord).
En 1869, la muerte de su hijo Adolphe (ingeniero de formación, destinado a suceder a su padre), truncó la línea de éxito de la sociedad. Jean-François Cail murió dos años después, quedando la compañía (que por entonces contaba con 5.000 trabajadores) a cargo de su hijo mayor, Alfred. Centrado en la vida mundana, dirigió la compañía durante una década de progresivo declive.
En 1958, muchos años después de la muerte de su fundador, el negocio de Cail se fusionó con la empresa de ingeniería ferroviaria Fives-Lille.
Sus restos descansan en el cementerio parisino del Père-Lachaise.

## Cronología industrial
- 1836 : Société Ch.Derosne et Cail
- 1850 : Société J.F Cail & Cie

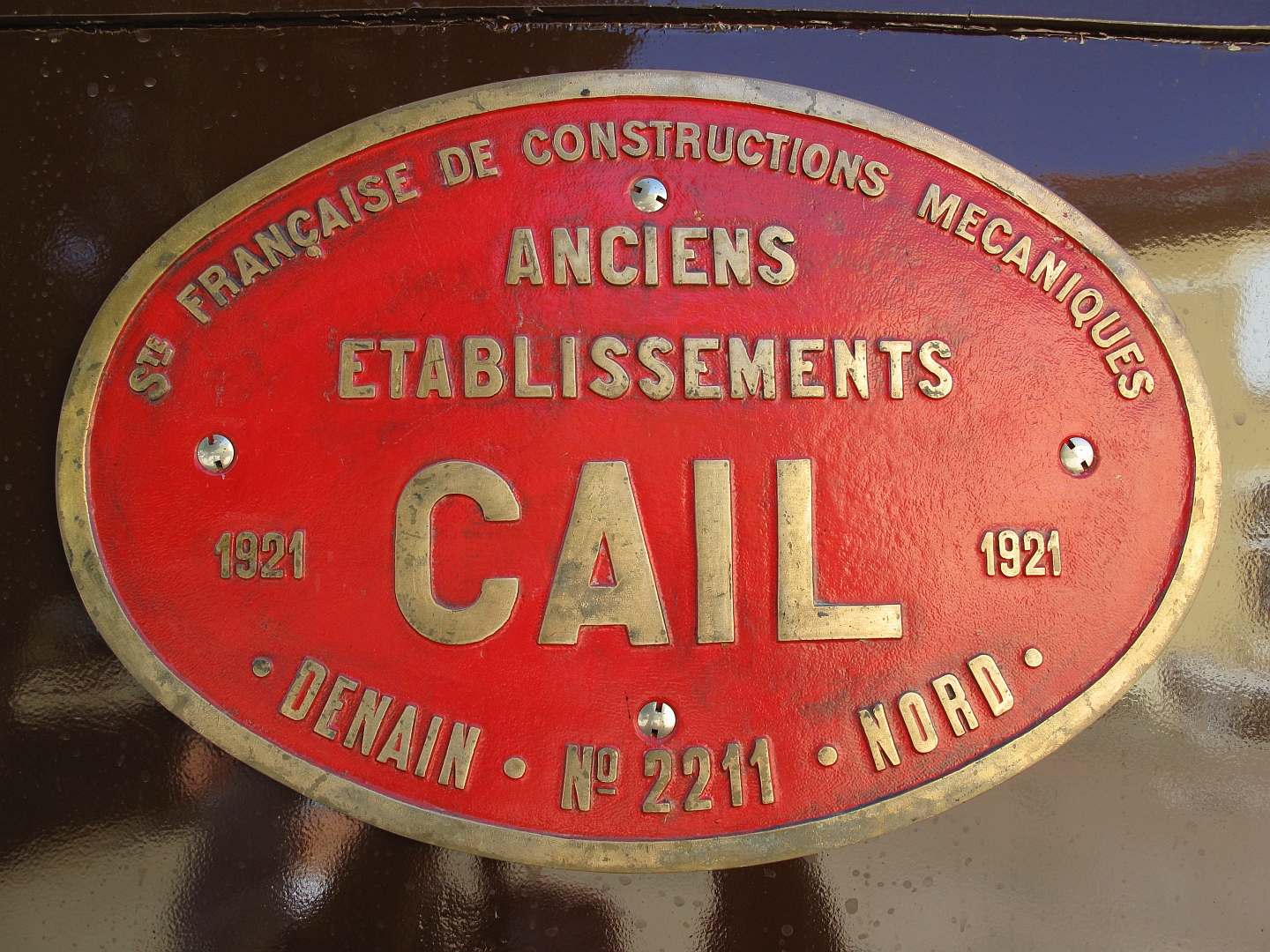
Placa identificativa del Constructor Cail del ténder 23 A 168 unido a la locomotora 230 D 116.

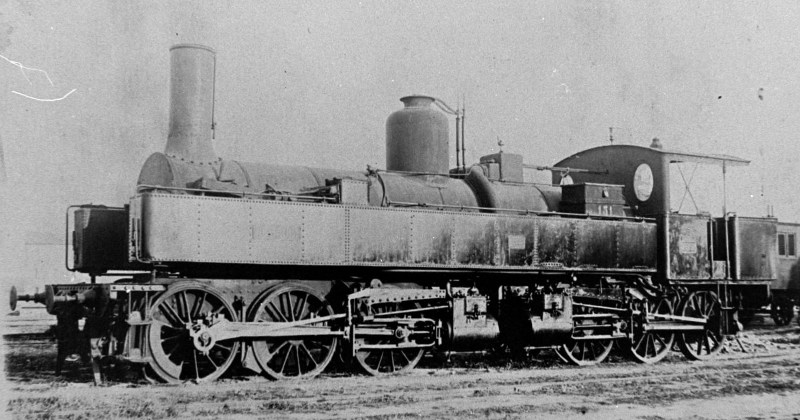
Locomotora M-151 tipo 030-030T, construida para los Ferrocarriles de l'Hérault en 1872.

- 1882 : Société anonyme des Anciens Établissements Cail
- 1898 : Société française de constructions mécaniques
- 1958 : Société Fives-Lille - Cail
- 1973 : Société anonyme Fives-Cail - Babcock
- 1980 : Compagnie de Fives-Lille
- 1983 : Groupe Fives-Lille

## Reconocimientos
- Fue nombrado Caballero de la Legión de Honor (decreto del 26 de julio de 1844[8]).
- Es uno de los 72 científicos cuyo nombre figura inscrito en la Torre Eiffel.
- Una calle en París lleva su nombre, la Rue Cail.